# Henri Bonhomme
Pour les articles homonymes, voir Bonhomme.
 (avril 2017).
Si vous disposez d'ouvrages ou d'articles de référence ou si vous connaissez des sites web de qualité traitant du thème abordé ici, merci de compléter l'article en donnant les références utiles à sa vérifiabilité et en les liant à la section « Notes et références ».
Henri Bonhomme est un architecte belge du xxe siècle, actif principalement dans la région liégeoise. En collaboration avec Jean Poskin, il est l'auteur de nombreux immeubles à appartements à Liège, ainsi que des premiers gratte-ciel de Liège (« Tour Simenon » en 1963, Cité administrative en 1967, et « Tour Kennedy » en 1970).

## Réalisations
- vers 1961 : Immeuble de bureaux Linalux, boulevard Émile de Laveleye, 64, à Liège (avec Jean Poskin).
- 1963 : Tour Belvédère, rue des Pitteurs / quai Édouard van Beneden à Liège
- 1963 : Résidence Georges Simenon, rue Méan à Liège (avec Jean Poskin)[1].
- 1967 : Cité administrative de la Ville de Liège, Potiérue à Liège (avec Jean Poskin)[1].
- 1970 : Complexe des Chiroux (comprenant la tour Kennedy), rue André Dumont, à Liège (avec Jean Poskin)[1].
- 1975-1980 : Musée des beaux-arts de Liège, Îlot Saint-Georges en Féronstrée à Liège

## Galerie de photos

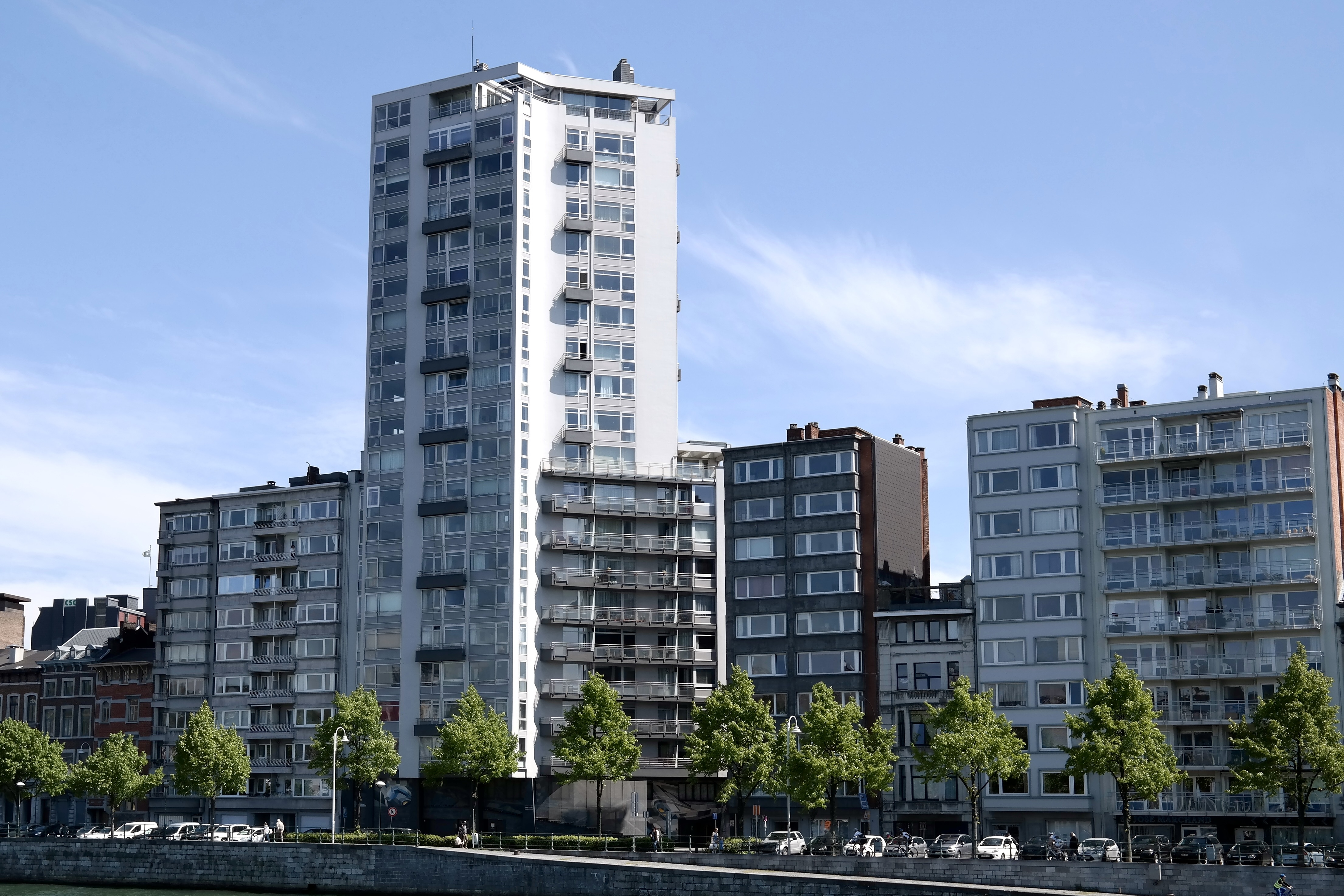
Résidence Belvédère
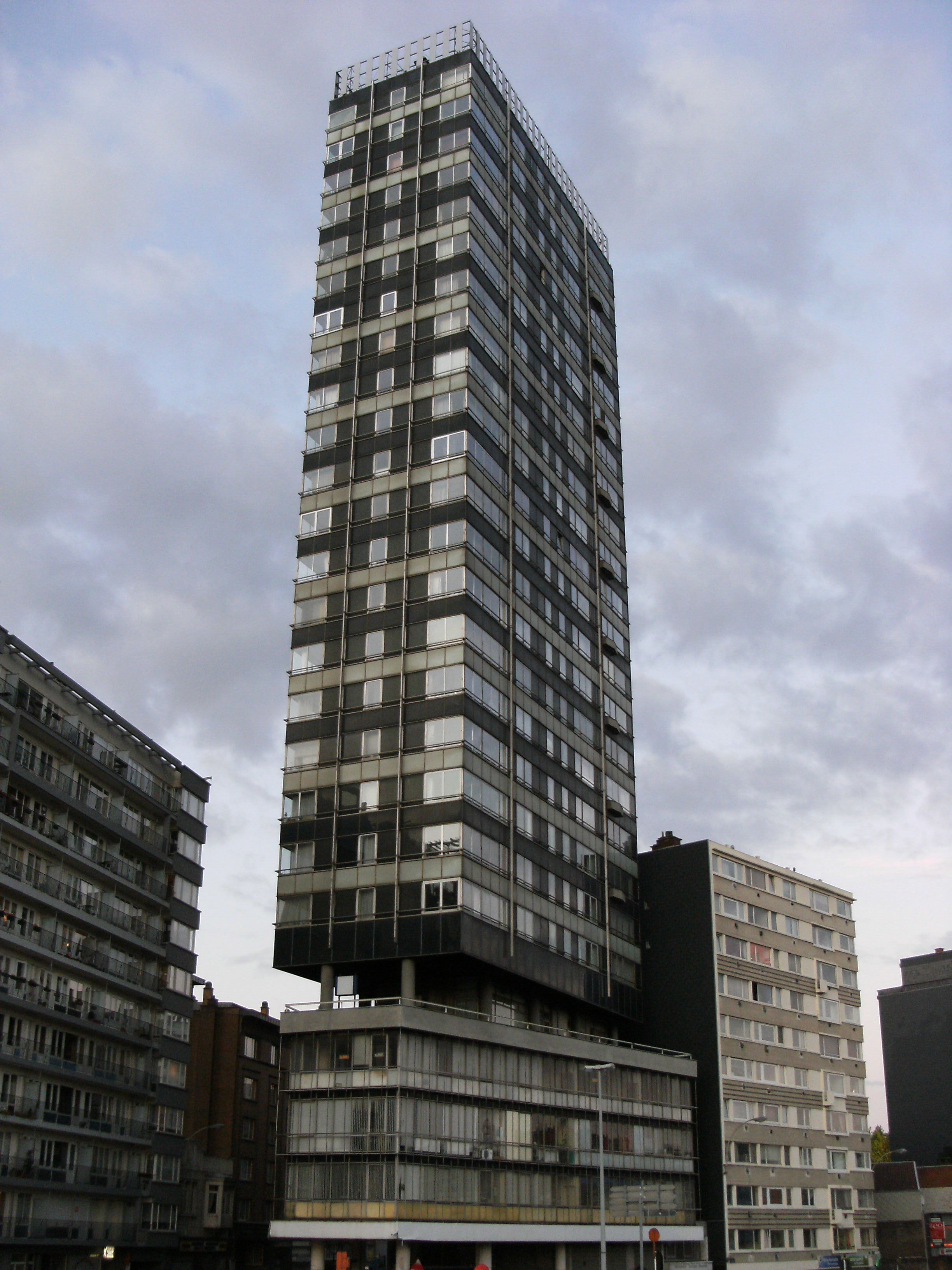
Tour Simenon
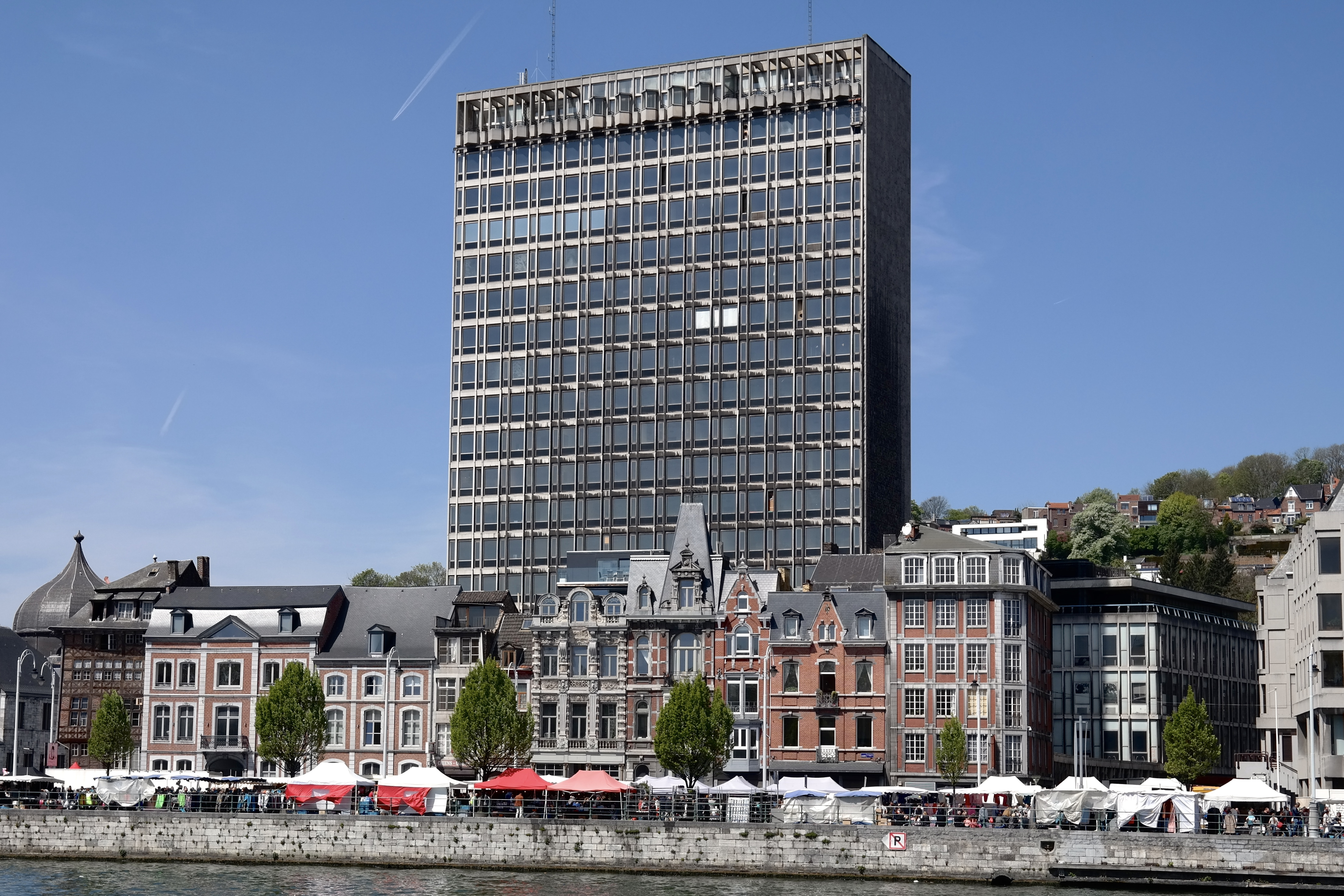
Cité administrative
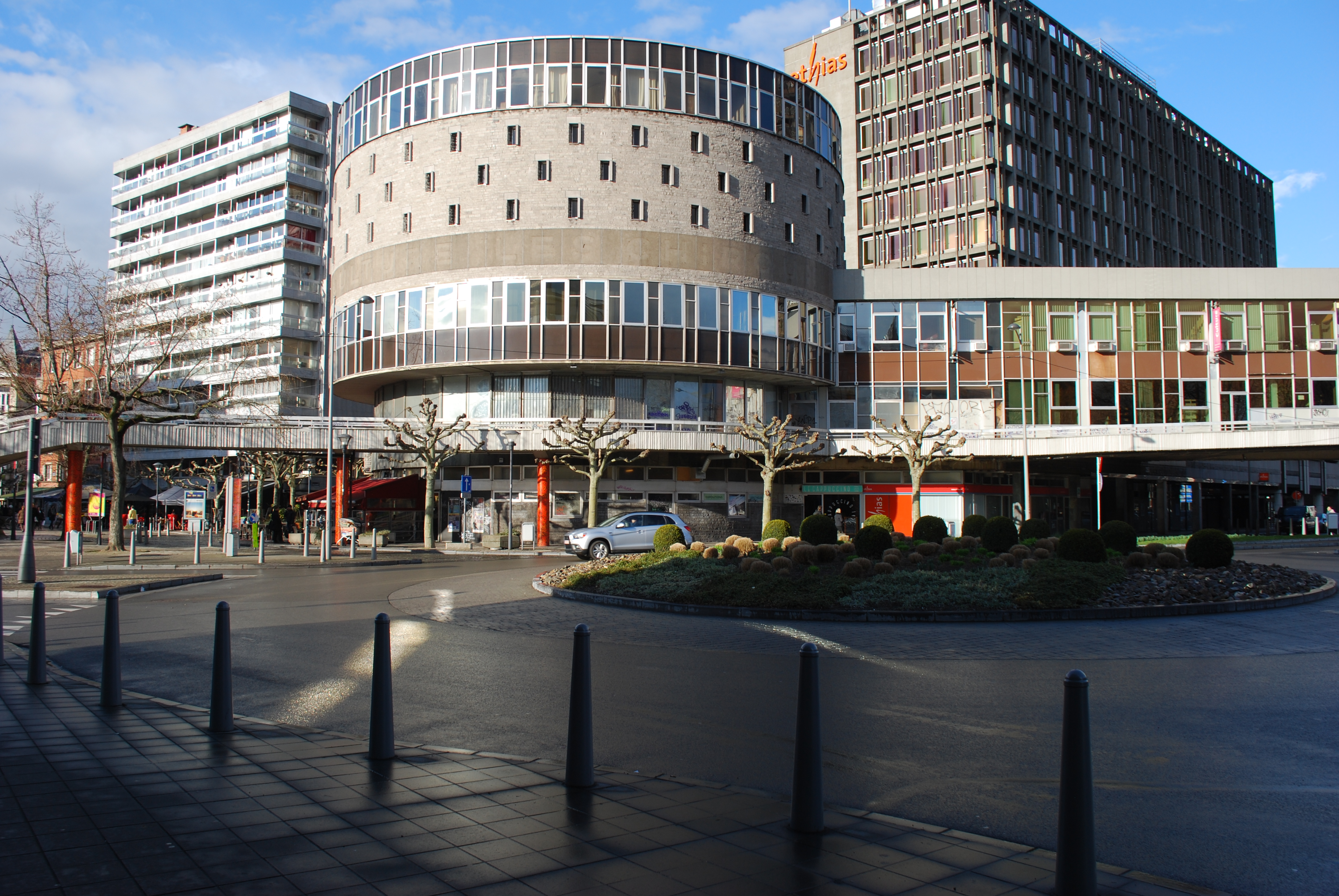
Complexe Chiroux